# Miklós Belényesi
Miklós Belényesi (sinh 15 tháng 5 năm 1983 ở Valea lui Mihai) là một tiền đạo bóng đá România gốc Hungary, hiện tại thi đấu cho Balmazújvárosi FC.